# Kamienica Gdańska 91 w Bydgoszczy
Kamienica Gdańska 91 w Bydgoszczy – kamienica położona w Bydgoszczy przy ul. Gdańskiej 91.

## Położenie
Budynek stoi w zachodniej pierzei ul. Gdańskiej, między ul. Świętojańską, a Chocimską. 

## Charakterystyka
Kamienicę wzniesiono w latach 1897–1898 dla mistrza kamieniarskiego Carla Bradtke według projektu  architekta Fritza Weidnera.
Kamienica prezentuje formy architektury malowniczej w fazie przejściowej między eklektyzmem, a secesją. Fasada jest urozmaicona szczytami o odmiennych formach, wykuszem, loggiami oraz zróżnicowanymi oknami.
Środkowa partia elewacji jest flankowana skrajnymi zwieńczonymi trójkątnymi szczytami. Część środkowa jest symetryczna poprzez układ arkad otwierających loggie, natomiast całość elewacji jest w celowy sposób zakomponowana asymetrycznie. Jest to środkiem wyrazu architekta, odejściem od dekoracji sztukatorskiej na rzecz dekoracyjnego rozmieszczenia elementów architektonicznych.
Godny uwagi jest także wystrój sieni przejazdowej i wejściowej, gdzie sklepienia pokryto sztukatorską dekoracją roślinną.
Kamienica wykazuje podobieństwo do budynku przy ul. Gdańskiej 79, również projektu Fritza Weidnera.

## Galeria

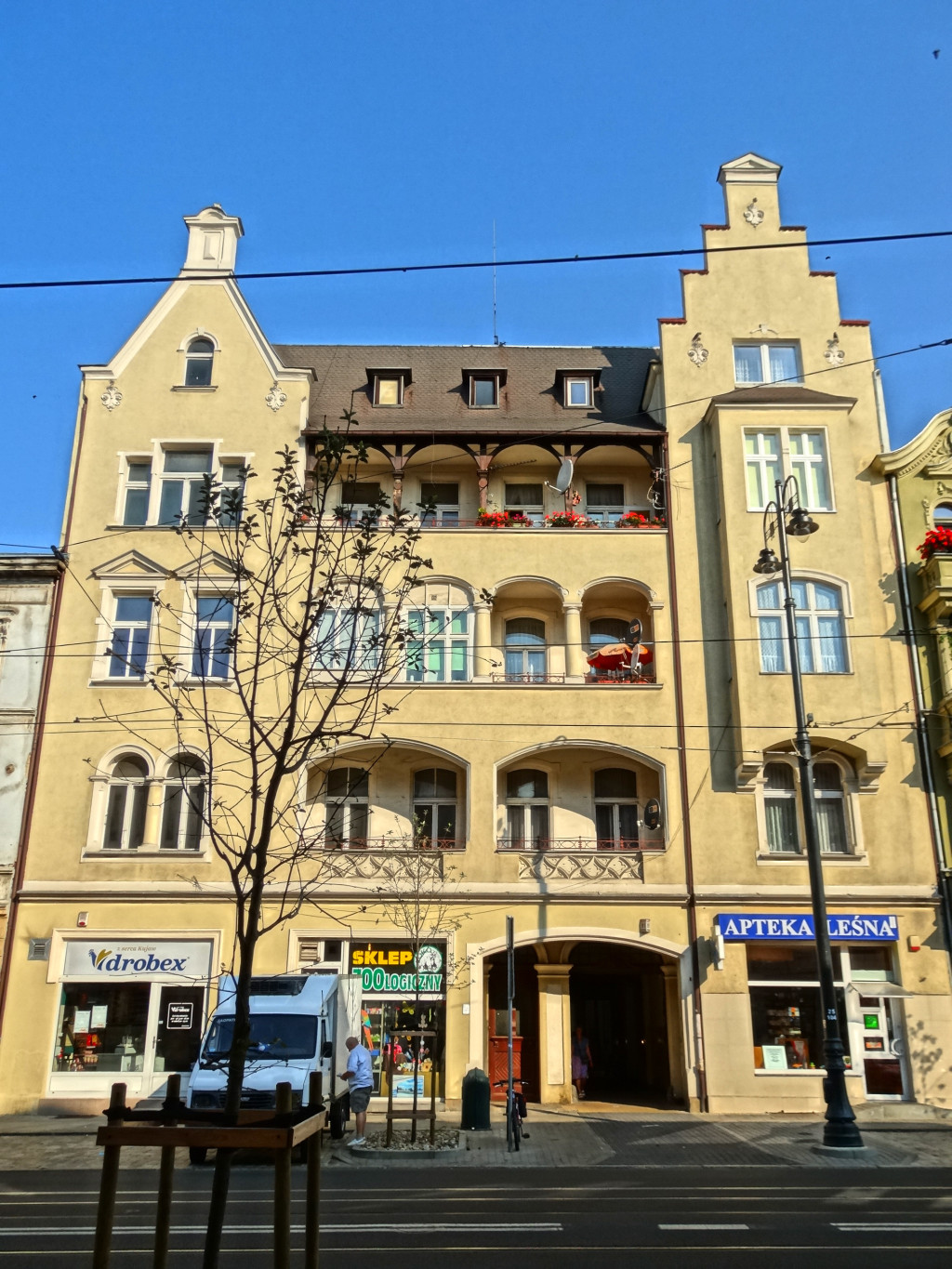
Fasada wschodnia
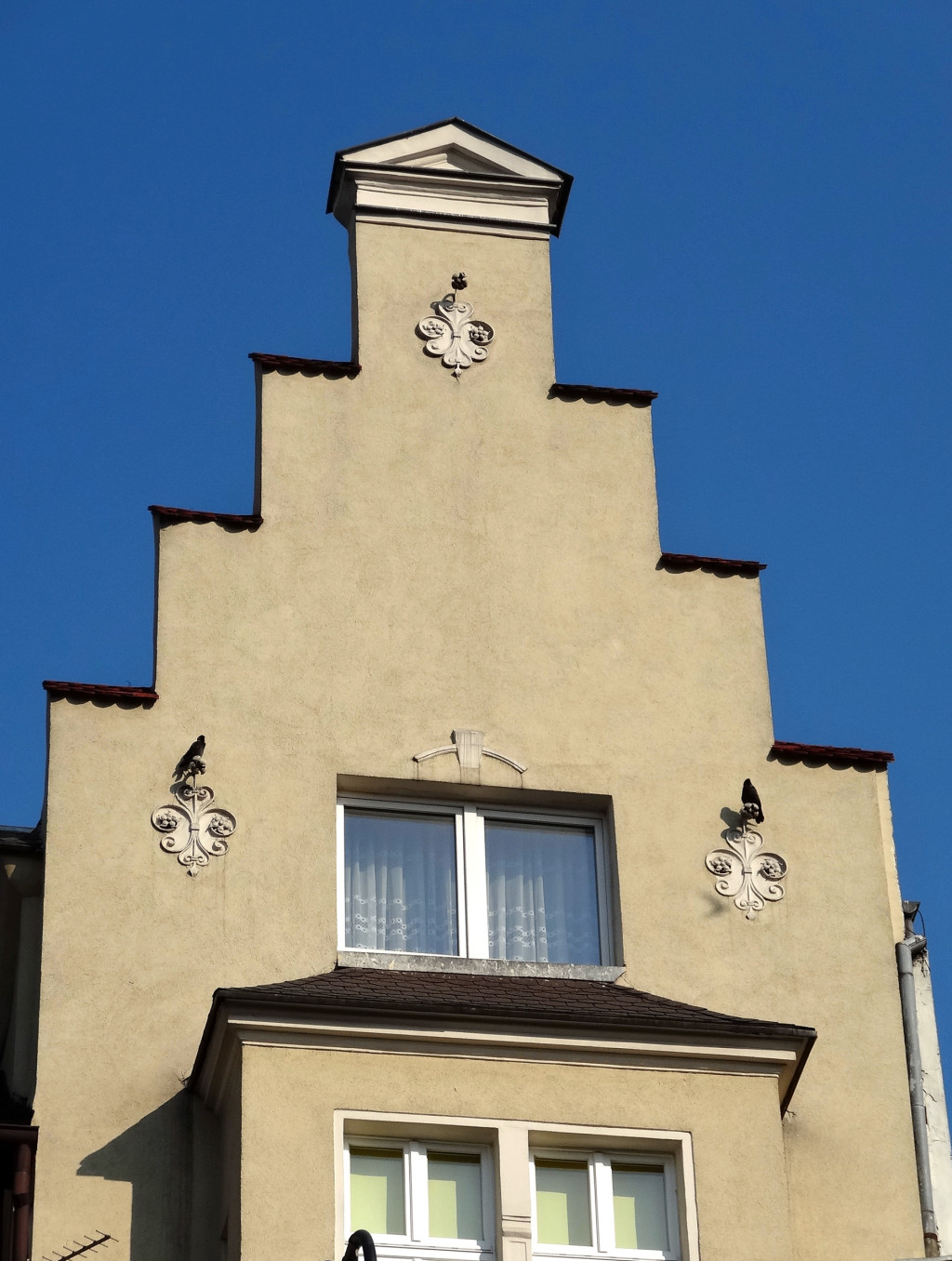
Szczyt